# Holarrhena
Holarrhena es un género de arbustos perteneciente a la familia Apocynaceae. Es originario de las regiones tropicales del sur de África, Subcontinente Indio y península Malaya.

## Descripción
Es un arbusto o pequeño árbol que alcanza los 10 metros de altura con el tronco erecto y una pequeña copa redonda.

## Taxonomía
El género fue descrito por Robert Brown y publicado en Memoirs of the Wernerian Natural History Society 1: 62. 1811.

## Especies
- Holarrhena antidysenterica
- Holarrhena floribunda
- Holarrhena pubescens Wall. ex G.Don - codagapala de Malabar[4]